# Cristiano Morgado
Cristiano Morgado (ur. 27 sierpnia 1979 w Johannesburgu) – południowoafrykański kierowca wyścigowy.

## Kariera
Morgado karierę rozpoczął w wyścigach samochodowych w 2004 roku, od startów w Formule Ford. Jednak w Brytyjskiej Formule Ford wystartował jedynie gościnnie. Był klasyfikowany tylko w Festiwalu Formuły Ford, gdzie ukończył wyścig na 6 pozycji. W 2006 roku pojawił się na starcie Brytyjskiej Formuły 3 w klasie narodowej. Zwyciężył tam w czterech wyścigach i szesnastokrotnie stawał na podium. Dorobek 300 punktów zdołał zdobyć tytuł wicemistrzowski w serii. Południowoafrykańczyk spisał się bardzo dobrze również w sezonie 2008 w Południowoafrykańskiej Formule Volkswagen. Uzbierane 149 punktów pozwoliło mu znów ukończyć sezon na 2 pozycji w klasyfikacji generalnej
W 2009 roku Christiano pojawił się również na starcie w dwóch wyścigach Formuły Renault 3.5. Z zerowym dorobkiem ukończył sezon na 38. miejscu w klasyfikacji generalnej.

## Statystyki
| Sezon | Seria                                      | Zespół                       | Wyścigi | Zwycięstwa | PP | NO | Podium | Punkty | Pozycja |
| ----- | ------------------------------------------ | ---------------------------- | ------- | ---------- | -- | -- | ------ | ------ | ------- |
| 2004  | Festiwal Formuły Ford – Heats/Semi         |                              | 2       | 0          | 1  | 0  | 1      | 0      | NS†     |
| 2004  | Brytyjska Formuła Ford                     |                              | 2       | 0          | 0  | 0  | 0      | 0      | NS      |
| 2004  | Festiwal Formuły Ford                      | Jamun Racing                 | 1       | 0          | 0  | 0  | 0      | N/A    | 6       |
| 2006  | Brytyjska Formuła 3 - klasa narodowa       | Fluid Motorsport             | 22      | 4          | 4  | 5  | 16     | 300    | 2       |
| 2006  | Formuła A3 Volkswagen                      |                              | 2       | 1          |    |    |        | 0      | NS†     |
| 2007  | Międzynarodowa seria Brytyjskiej Formuły 3 | Fluid Motorsport Development | 0       | 0          | 0  | 0  | 0      | 0      | NS      |
| 2008  | Południowoafrykańska Formuła Volkswagen    | Morgado Racing               | 19      | 8          | 3  | 3  | 16     | 149    | 2       |
| 2009  | Formuła Renault 3.5                        | Comtec Racing                | 2       | 0          | 0  | 0  | 0      | 0      | NS      |
| 2009  | Południowoafrykańska Formuła Volkswagen    |                              | 8       | 2          | 4  | 3  | 3      | 43     | 9       |

## Wyniki w Formule Renault 3.5
| Legenda oznaczeń w tabelach wyników Wyświetl szablon na nowej stronie | Legenda oznaczeń w tabelach wyników Wyświetl szablon na nowej stronie                                                                     |
| Oznaczenie                                                            | Wyjaśnienie |
| --------------------------------------------------------------------- | --- |
| Złoty                                                                 | Zwycięzca lub mistrzostwo |
| Srebrny                                                               | 2. miejsce lub wicemistrzostwo |
| Brązowy                                                               | 3. miejsce lub II wicemistrzostwo |
| Zielony                                                               | Ukończył, punktował (w klasyfikacji generalnej, gdy zdobył co najmniej jeden punkt na przestrzeni sezonu, poza trzema powyższymi opcjami) |
| Niebieski                                                             | Ukończył, nie punktował (w klasyfikacji generalnej, gdy nie zdobył co najmniej jednego punktu na przestrzeni sezonu)                      |
| Czerwony                                                              | Nie zakwalifikował się (NZ) |
| Czerwony                                                              | Nie prekwalifikował się (NPK) |
| Różowy                                                                | Nie ukończył (NU) |
| Różowy                                                                | Niesklasyfikowany (NS) (w klasyfikacji generalnej, gdy nie został sklasyfikowany w żadnym wyścigu sezonu)                                 |
| Czarny                                                                | Zdyskwalifikowany (DK) |
| Czarny                                                                | Wykluczony (WYK/EX) |
| Biały                                                                 | Nie wystartował (NW) |
| Biały                                                                 | Kontuzjowany (K/INJ) |
| Biały                                                                 | Wyścig odwołany (OD/C) |
| Bez koloru                                                            | Został wycofany (WYC/WD) |
| Bez koloru                                                            | Nie przybył (NP/DNA) |
| Bez koloru                                                            | Nie brał udziału w treningach (NT/DNP) |
| Bez koloru                                                            | Nie został zgłoszony (–) |
| Pogrubienie                                                           | Start z pole position |
| Kursywa                                                               | Najszybsze okrążenie wyścigu |
| †                                                                     | Nie ukończył, ale jego rezultat został zaliczony ze względu na przejechanie więcej niż 90% dystansu wyścigu.                              |
| *                                                                     | Sezon w trakcie |
| 1/2/3                                                                 | Punktowana pozycja w sprincie kwalifikacyjnym                                                                                             |
| Lista systemów punktacji Formuły 1                                    | |

| Rok  | Zespół        | Wyniki w poszczególnych eliminacjach | Wyniki w poszczególnych eliminacjach | Wyniki w poszczególnych eliminacjach | Wyniki w poszczególnych eliminacjach | Wyniki w poszczególnych eliminacjach | Wyniki w poszczególnych eliminacjach | Wyniki w poszczególnych eliminacjach | Wyniki w poszczególnych eliminacjach | Wyniki w poszczególnych eliminacjach | Wyniki w poszczególnych eliminacjach | Wyniki w poszczególnych eliminacjach | Wyniki w poszczególnych eliminacjach | Wyniki w poszczególnych eliminacjach | Wyniki w poszczególnych eliminacjach | Wyniki w poszczególnych eliminacjach | Wyniki w poszczególnych eliminacjach | Wyniki w poszczególnych eliminacjach | Punkty | Pozycja |
| ---- | ------------- | ------------------------------------ | ------------------------------------ | ------------------------------------ | ------------------------------------ | ------------------------------------ | ------------------------------------ | ------------------------------------ | ------------------------------------ | ------------------------------------ | ------------------------------------ | ------------------------------------ | ------------------------------------ | ------------------------------------ | ------------------------------------ | ------------------------------------ | ------------------------------------ | ------------------------------------ | ------ | ------- |
| 2009 | Comtec Racing | CAT                                  | CAT                                  | BEL                                  | BEL                                  | MON                                  | HUN                                  | HUN                                  | GBR                                  | GBR                                  | FRA                                  | FRA                                  | PRT                                  | PRT                                  | DEU                                  | DEU                                  | ARA                                  | ARA                                  | 0      | 38      |
| 2009 | Comtec Racing | -                                    | -                                    | -                                    | -                                    | -                                    | -                                    | -                                    | -                                    | -                                    | 19                                   | 18                                   | -                                    | -                                    | -                                    | -                                    | -                                    | -                                    | 0      | 38      |